# .kw
.kw ist die länderspezifische Top-Level-Domain (ccTLD) Kuwaits. Sie wurde am 26. Oktober 1992 eingeführt und wird vom staatlichen Ministerium für Kommunikation verwaltet. Als technischer Administrator fungiert das Kuwait Institute for Scientific Research.

## Eigenschaften
Domains können nur auf dritter Ebene angemeldet werden. Als Second-Level-Domain stehen beispielsweise .com.kw für kommerzielle Unternehmen, .net.kw für Internet Service Provider oder .gov.kw für staatliche Behörden zur Wahl.